# Trematocranus labifer
Trematocranus labifer è una specie di ciclidi haplochromini endemica del Lago Malawi, dove predilige le secche al largo delle spiagge sabbiose e si nutre di plancton di crostacei. Questa specie può raggiungere una lunghezza di 22,4 centimetri (8,8 in) TL. Questa specie può essere trovata anche nel commercio di pesci d'acquario.